# Mattawan
Mattawan is een plaats (village) in de Amerikaanse staat Michigan, en valt bestuurlijk gezien onder Van Buren County.

## Demografie
Bij de volkstelling in 2000 werd het aantal inwoners vastgesteld op 2536.
In 2006 is het aantal inwoners door het United States Census Bureau geschat op 2885, een stijging van 349 (13,8%).

## Geografie
Volgens het United States Census Bureau beslaat de plaats een oppervlakte van
10,7 km², geheel bestaande uit land.

## Plaatsen in de nabije omgeving
De onderstaande figuur toont nabijgelegen plaatsen in een straal van 20 km rond Mattawan.